# 備中町
備中町（びっちゅうちょう）は、岡山県の中西部（川上郡）に位置し、広島県と境を接していた町である。現在は合併により高梁市となり、町役場は高梁市役所備中地域局となっている。

## 概要
吉備高原に位置し、大半は高原と山林で占められている。町の中央部を高梁川支流の成羽川が流れており、岡山県南への電力と工業用水の需要拡大に対応するために建設された新成羽川ダムおよび同時に形成された人造湖である備中湖がある。漆の産地であり「備中塗」などの工芸品を産する。布賀地区は、世界的に大変珍しい逸見石など鉱物・鉱石が産出されることでも有名。
地質は石灰岩質であり、主産業の一つとして石灰工業がある。特に鍾乳洞やドリーネの空洞が地下に数多くあると見られる平川の郷地区では、1999年に地上水の地下への流入などによるものと思われる大規模な陥没穴と地盤沈下が発生して問題になった。

## 沿革
- 1889年（明治22年）6月1日 - 町村制施行により、川上郡に以下の3村が発足。
  - 富家村 ← 布賀村、布瀬村、長屋村、佐々木村（一部）
  - 平川村 ← 平川村
  - 湯野村 ← 東湯野村、西湯野村、西山村
- 1956年（昭和31年）9月30日 - 川上郡富家村、平川村、湯野村の3村が合併し町制を施行、備中町となる。
- 2004年（平成16年）10月1日 - 高梁市、上房郡有漢町、川上郡成羽町、川上町の対等合併により新・高梁市となる。

## 教育
下記各校とも現在は高梁市立となっている。

### 中学校
町内に中学校はなく、中学生は隣の成羽町にある備中町立備中中学校に通っていた。

### 小学校
- 備中町立富家小学校
- 備中町立平川小学校
- 備中町立湯野小学校
- 備中町立西山小学校

## 交通
町内を走る鉄道、高速道路、一般国道はない。
町内を走る県道
- 岡山県道33号新見川上線
- 広島県道・岡山県道105号前原谷仙養線
- 岡山県道・広島県道106号布賀油木線
- 広島県道・岡山県道107号奈良備中線
- 岡山県道299号布賀地頭線
- 岡山県道313号大野部備中線
- 岡山県道435号宇治長屋線
- 岡山県道437号下郷惣田線
- 岡山県道438号西山布寄線

## 名所・旧跡・観光スポット・祭事・催事
- 磐窟渓
- 備中湖・西山高原
- 天神山
- 笠神文字岩展望公園